# Litesound
Litesound ist eine belarussische Rockgruppe.

## Geschichte
Ab 2002 traten die Brüder Dmitry und Vladimir Kariakin als Akustik-Duo auf. Sie gewannen auch den ersten Platz bei einem Songwriter-Wettbewerb in den USA. Ab 2005 kamen weitere Musiker zur Gruppe und Litesound war geboren. Die Band nahm von 2006 bis 2009 jeweils am Eurofest teil, der belarussischen Vorentscheidung zum Eurovision Song Contest, jedoch ohne einen Sieg zu erringen. Für 2012 wurden sie zwar nur Zweiter, aber die Siegerin des Telefonvotings, Aljona Lanskaja, wurde disqualifiziert, da angenommen wurde, dass die Votings „erkauft“ seien. Die Band durfte daher beim Eurovision Song Contest 2012 in Baku mit dem Pop-Rock-Song We are the Heroes beim zweiten Halbfinale antreten. Die Band konnte sich allerdings für das zwei Tage später stattfindende Finale nicht qualifizieren.

## 2020 und darüber hinaus
2020 kritisierten die Musiker die Politik der belarussischen Behörden in Bezug auf die Coronavirus-Pandemie. Danach wurden der Gruppe mehrere Konzerte verweigert. Im Juli 2020 veröffentlichte Litesound eine belarussischsprachige Version des Songs "We Are The Heroes". Die Gruppe sprach bei einer Kundgebung zur Unterstützung von Swjatlana Zichanouskaja.
Am 13. Oktober 2022 wurden die Karyakin-Brüder und ihre Eltern von Soldaten der SOBR (Special Rapid Response Unit) in voller Ausrüstung festgenommen. Alle vier wurden im März 2023 wegen Teilnahme an den Protesten 2020 zu mehrjährigen Freiheitsbeschränkungen verurteilt.